# Riding with the King
Riding with the King è un album in studio collaborativo del  cantautore britannico Eric Clapton e del cantante statunitense B.B. King, pubblicato il 13 giugno 2000 dalla Reprise Records.
Si tratta della loro prima collaborazione e ha vinto nel 2000 il Grammy Award for Best Traditional Blues Album. L'album ha raggiunto la prima posizione come Top Blues Albums nella rivista Billboard ed in Norvegia, la seconda posizione in Nuova Zelanda e Germania, la terza nella Billboard 200, in Svizzera ed Austria, la quarta in Italia e Canada, la quinta in Australia, la sesta nei Paesi Bassi e Giappone e l'ottava in Svezia. L'album ha avuto anche una versione DVD-Audio in alta risoluzione.

## Tracce
1. Riding with the King – 4:23 (John Hiatt)
2. Ten Long Years – 4:40 (B.B. King, Jules Taub)
3. Key to the Highway – 3:39 (Big Bill Broonzy, Charles Segar)
4. Marry You – 4:59 (Doyle Bramhall II, Susannah Melvoin, Craig Ross, Segar)
5. Three O'Clock Blues – 8:36 (B.B. King, Jules Taub)
6. Help the Poor – 5:06 (Charles Singleton)
7. I Wanna Be – 4:45 (Doyle Bramhall II, Charlie Sexton)
8. Worried Life Blues – 4:25 (Big Maceo Merriweather)
9. Days of Old – 3:00 (Jules Bihari, B.B. King)
10. When My Heart Beats Like a Hammer – 7:09 (B.B. King, Jules Taub)
11. Hold On, I'm Comin' – 6:20 (Isaac Hayes, David Porter)
12. Come Rain or Come Shine – 4:11 (Harold Arlen, Johnny Mercer)

## Formazione
- B.B. King – voce, chitarra
- Eric Clapton – voce, chitarra
- Doyle Bramhall II – chitarra, cori
- Paul Waller – programmazione
- Andy Fairweather Low – chitarra
- Jimmie Vaughan – chitarra
- Joe Sample – pianoforte, Fender Rhodes
- Tim Carmon – organo Hammond
- Nathan East – basso
- Steve Gadd – batteria
- Susannah, Wendy Melvoin – cori

## Classifiche

### Classifiche settimanali
| Classifica (2000-21) | Posizione massima |
| -------------------- | ----------------- |
| Australia            | 5                 |
| Austria              | 3                 |
| Belgio (Fiandre)     | 26                |
| Belgio (Vallonia)    | 17                |
| Canada               | 13                |
| Danimarca            | 2                 |
| Finlandia            | 11                |
| Francia              | 11                |
| Germania             | 2                 |
| Grecia               | 64                |
| Irlanda              | 69                |
| Italia               | 4                 |
| Norvegia             | 1                 |
| Nuova Zelanda        | 2                 |
| Paesi Bassi          | 6                 |
| Portogallo           | 31                |
| Regno Unito          | 15                |
| Spagna               | 10                |
| Stati Uniti          | 3                 |
| Svezia               | 8                 |
| Svizzera             | 3                 |
| Ungheria             | 12                |

### Classifiche di fine anno
| Classifica (2000) | Posizione |
| ----------------- | --------- |
| Australia         | 67        |
| Austria           | 30        |
| Belgio (Vallonia) | 99        |
| Germania          | 33        |
| Nuova Zelanda     | 23        |
| Paesi Bassi       | 51        |
| Stati Uniti       | 52        |
| Svizzera          | 37        |